# حنظلة بن أبي سفيان
حنظلة بن أبي سفيان، هو ابن أبي سفيان، وأخو معاوية لأبيه، وأمه صفية بنت أبي العاص، وكان شديد الأذى للرسول محمد، وقد قتل يوم بدر كافرًا سنة 2 هـ، قتله علي بن أبي طالب حسب مشهور الروايات، وقيل: قتله زيد بن حارثة، ويقال: اشترك فيه حمزة وعلي وزيد. وذكر البلاذري أن حمزة وعلي قتلاه.
قال خير الدين الزركلي: «حنظلة بن أبي سفيان صخر بن حرب الأموي القرشي: جاهلي، من الشجعان الأشداء القساة. أدرك الاسلام. وكان شديد الأذى لرسول الله ﷺ وقاتل المسلمين فقتلوه يوم بدر».